# Cyberian Outpost
Cyberian Outpost, Inc. fue una tienda en línea de hardware y software informático con descuento que operaba el sitio web outpost.com. Tras su oferta pública de venta en 1998, alcanzó una capitalización de mercado máxima de $1,000 millones, pero, tras el estallido de la burbuja puntocom, el precio de sus acciones cayó rápidamente y la empresa fue adquirida por Fry's Electronics en 2001 por $21 millones.
La empresa recibió publicidad por sus anuncios publicitarios controvertidos, incluyendo uno en el que se disparaban jerbos con un cañón, otro donde lobos atacaban a una banda escolar de música, y uno más en el que a niños en una guardería se les tatuaba "outpost.com" en la frente.

## Historia
Cyberian Outpost fue fundada en 1995 por Darryl Peck.
Cyberian Outpost fue uno de los primeros minoristas exclusivamente en línea que tuvo éxito. A diferencia de muchos grandes minoristas de la época, la empresa se dirigía directamente a consumidores expertos en lugar de a empresas, y se especializaba en productos para Macintosh difíciles de conseguir en un mercado saturado de productos compatibles con Microsoft. Outpost.com comercializaba sus productos a nivel mundial, ofrecía su sitio web en 11 idiomas y vendía a clientes en 140 países.
La empresa se expandió rápidamente aprovechando el auge de Internet. Los ingresos aumentaron de $1.9 millones en el año que terminó el 29 de febrero de 1996 a $22.7 millones en el año que terminó el 28 de febrero de 1998.
En 1997, la revista Money calificó el sitio como el “Mejor sitio para equipos informáticos”.Outpost.com recaudó $2.7 millones en capital riesgo ese mismo año, momento en el cual el sitio tenía 25,000 visitantes diarios y 1.3 millones de clientes. En 1998, la empresa aseguró otros $22 millones en financiamiento y recaudó $70 millones adicionales mediante su oferta pública de venta. Outpost.com abrió un almacén en Ohio que podía garantizar entregas nacionales al día siguiente y entregas internacionales en un plazo de 48 horas.Outpost ofrecía envíos al día siguiente en todos los pedidos, sin importar el tamaño, hasta el año 2001.
Tras el estallido de la burbuja puntocom, la empresa atravesó momentos difíciles. En 2001, firmó un acuerdo de fusión con PC Connection, pero luego lo canceló y la compañía fue vendida a Fry's Electronics por $21 millones, incluyendo el pago de $13 millones en deudas asumidas por PC Connection.En ese momento, la empresa contaba con 1.4 millones de clientes y 4 millones de visitantes mensuales en su sitio web.

## Marketing
Outpost.com forjó alianzas de marketing con grandes portales de Internet, como AOL, CNet y Lycos,en las cuales Outpost.com aparecía destacado en estos sitios web.
Outpost.com contrató a Cliff Freeman para producir anuncios televisivos. Su agencia había creado la campaña de "Pizza Pizza" para Little Caesars y la de "¿Dónde está la carne?" para Wendy's International.Outpost.com adoptó un programa de marketing agresivo y controvertido que incluyó un anuncio del Super Bowl en el que se disparaban jerbos falsos con un cañón hacia el logotipo de la empresa,seguido de otro anuncio en el que una banda escolar de música era atacada por una manada de lobos hambrientos,y otro más que mostraba a niños de preescolar siendo tatuados con la palabra 'Outpost.com' en la frente.